# Sozialgericht Rostock

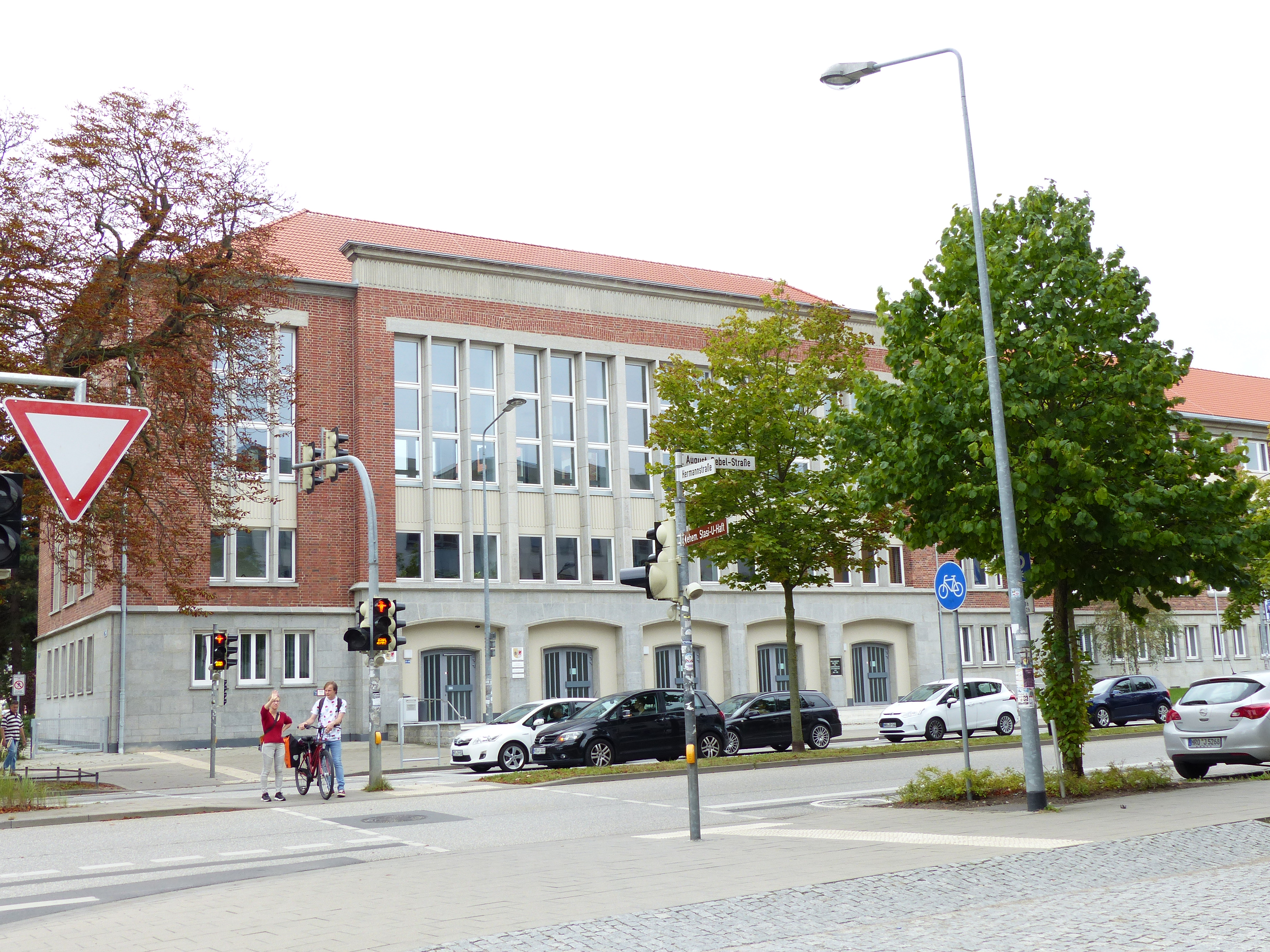
Gemeinsames Gebäude des Landesarbeitsgerichts, Landgerichts, Sozialgerichts und Arbeitsgerichts Rostock

Das Sozialgericht Rostock ist ein Gericht der Sozialgerichtsbarkeit des Landes Mecklenburg-Vorpommern.

## Gerichtssitz und -bezirk
Das Sozialgericht hat seinen Sitz in der Hansestadt Rostock.
Der Gerichtsbezirk umfasst das Gebiet des Landkreises Rostock und der kreisfreien Stadt Rostock.

## Gebäude
Das Gericht ist im selben, denkmalgeschützten Gebäude wie das Landesarbeitsgericht Mecklenburg-Vorpommern, das Landgericht Rostock und das Arbeitsgericht Rostock in der August-Bebel-Straße 15 untergebracht.

## Übergeordnete Gerichte
Dem Sozialgericht Rostock ist das Landessozialgericht Mecklenburg-Vorpommern mit Sitz in Neustrelitz übergeordnet. Dieses ist dem Bundessozialgericht in Kassel nachgeordnet.

## Leitung
Direktorin des Sozialgerichtes ist Katharina Plate.